# Liphistius johore
Liphistius johore is een spinnensoort uit de familie Liphistiidae. De soort komt voor in Maleisië.